# 上野泰夫
上野 泰夫（うえの やすお、1948年10月3日 - ）は、日本のフリーアナウンサー。元秋田放送アナウンサー。

## 来歴
小学生時代からアナウンサー志望。秋田県立大曲高等学校、1971年、駒澤大学文学部社会学科卒業。同年4月秋田放送(ABS)アナウンサーとなる。テレビ「ズームイン!!朝!」（当時は県内では未放送の裏送り）、ラジオ「ヤスオとミナコのなまなま歌謡曲」をはじめ、数々のラジオ・テレビ番組を担当。「日本テレビ系列アナウンス賞」受賞。その後、ABS在職時より講演、研修会講師や結婚披露宴、祝賀会、パーティー、舞台などの司会をしている。
かつて「アフター・バス」（湯上がりの男）というニックネームを持っていたことがあり、1980年代には「アフターバスをはげます会」を発足させて活動していたことがあった。
現在は秋田県内に於いて日本笑い学会「笑学校」講師として、「笑いと健康」をテーマに披露宴のエピソードやアナウンサーのこぼれ話、世相あれこれ、接遇マナーなどを商工会、企業、団体、病院、老人クラブ、町内会、公民館その他で講演。また、中学と高校の教員免許を有し、児童・生徒や保護者を対象に講演活動をしている。

## 人物
日本舞踊が趣味のこともあり、学生時代は卓球をやっていた。

### 書道家
号は泰秋。県展・全国書道展などで多数入選。書道教室開設免許を取得。秋田県書道連盟常任理事を務める。